# Miramar Towers
Les Miramar Towers sont un complexe immobilier construit à Panama.
Il comprend trois immeubles ;
- Les Miramar Towers, deux tours jumelles de 168 mètres de hauteur et 55 étages, construites en 1996. Elles comprennent des logements[1].
- Le Miramar InterContinental, hôtel de 23 étages.

L'architecte est l'agence George J. Moreno II & Associate Architects.